# Sarah Hegazi
Sarah Hegazi (àrab: سارة حجازي)  (Egipte, 1989 - Toronto, 14 de juny de 2020) va ser una activista lesbiana egípcia. Va ser arrestada, empresonada i torturada en una presó a Egipte durant tres mesos després de fer volar una bandera LGTBI en un concert de Leila Mashrou el 2017, al Caire. Després de l'arrest va reclamar asil i anà a viure al Canadà. Patia TEPT per l'experiència de tortura a la presó. Hegazi es va treure la vida el 14 de juny de 2020.
S'identificà com a comunista. Va donar suport al Partit Pa i Llibertat quan residia a Egipte i a Spring Socialist Network quan era al Canadà. Hegazi va denunciar que havia estat acomiadada de la seva feina per la seva oposició al govern egipci de Sisi.
Després de la mort de Hegazi va circular per les xarxes una nota seva, escrita en àrab, que deia: «Als meus germans: he intentat trobar la redempció i he fallat, perdoneu-me. Als meus amics, el trajecte va ser dur i soc massa feble per resistir-ho, perdoneu-me. Al món, vas ser cruel, però et perdono.» La seva mort va ser reportada en diversos mitjans internacionals, remarcant el seu activisme.